# Pęknięta Turnia
Pęknięta Turnia, Skała Pęknięta – skała w miejscowości Rzędkowice w województwie śląskim, w powiecie zawierciańskim, w gminie Włodowice. Pod względem geograficznym jest to obszar Wyżyny Mirowsko-Olsztyńskiej wchodzący w skład Wyżyny Częstochowskiej.
Pęknięta Turnia znajduje się na wschodnim krańcu grupy Skał Rzędkowickich, w grupie skał, które przez wspinaczy skalnych nazywane są Grupą Solidarności lub Sektorem Solidarności. Są tutaj blisko siebie trzy skały, w kierunku od północy na południe są to: Złomiskowa Turnia, Pęknięta Turnia i Solidarność. Wszystkie znajdują się w lesie. Prowadzi obok nich ścieżka odchodząca na wschód od polanki przy Okienniku (zielony szlak turystyczny).

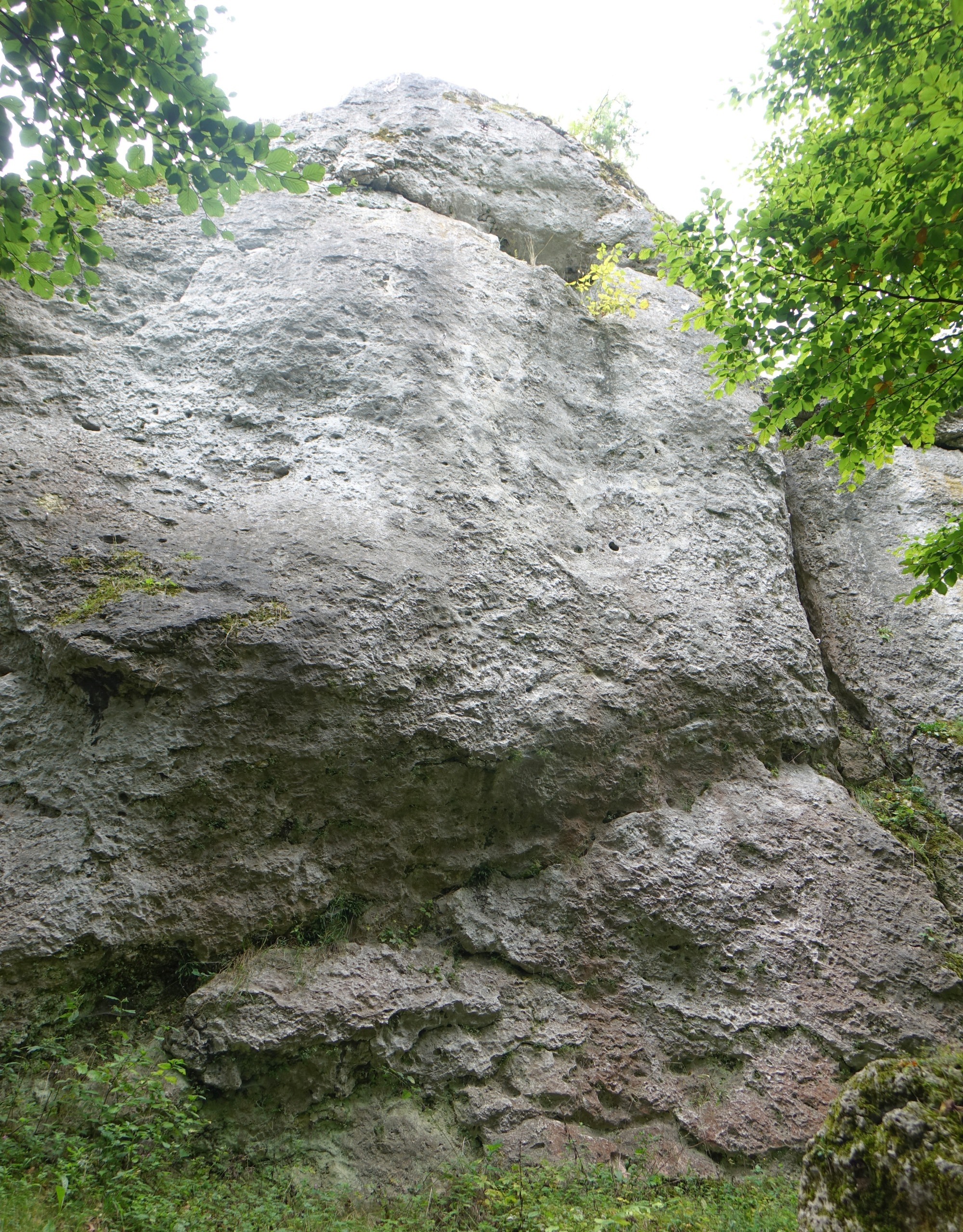
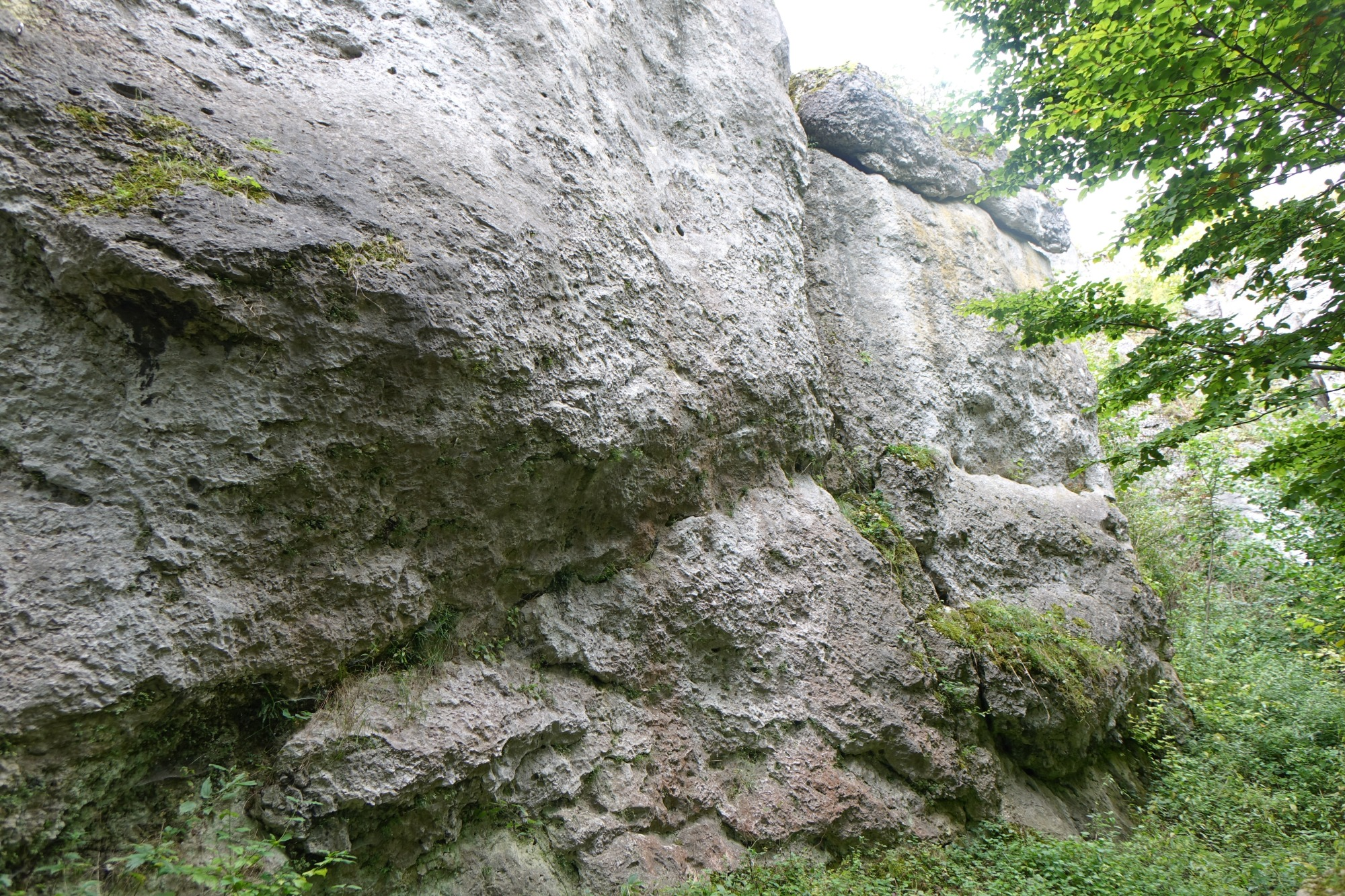
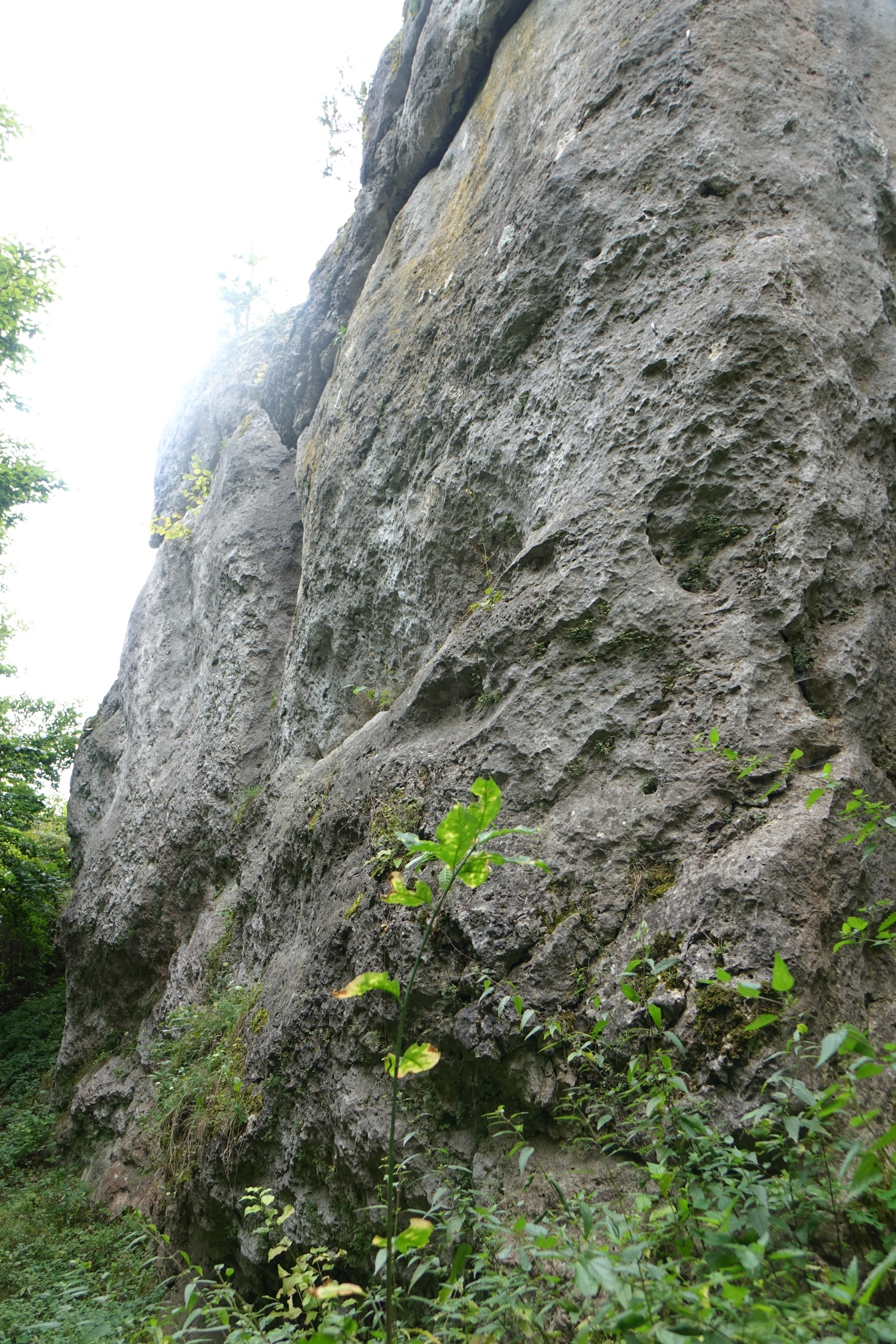
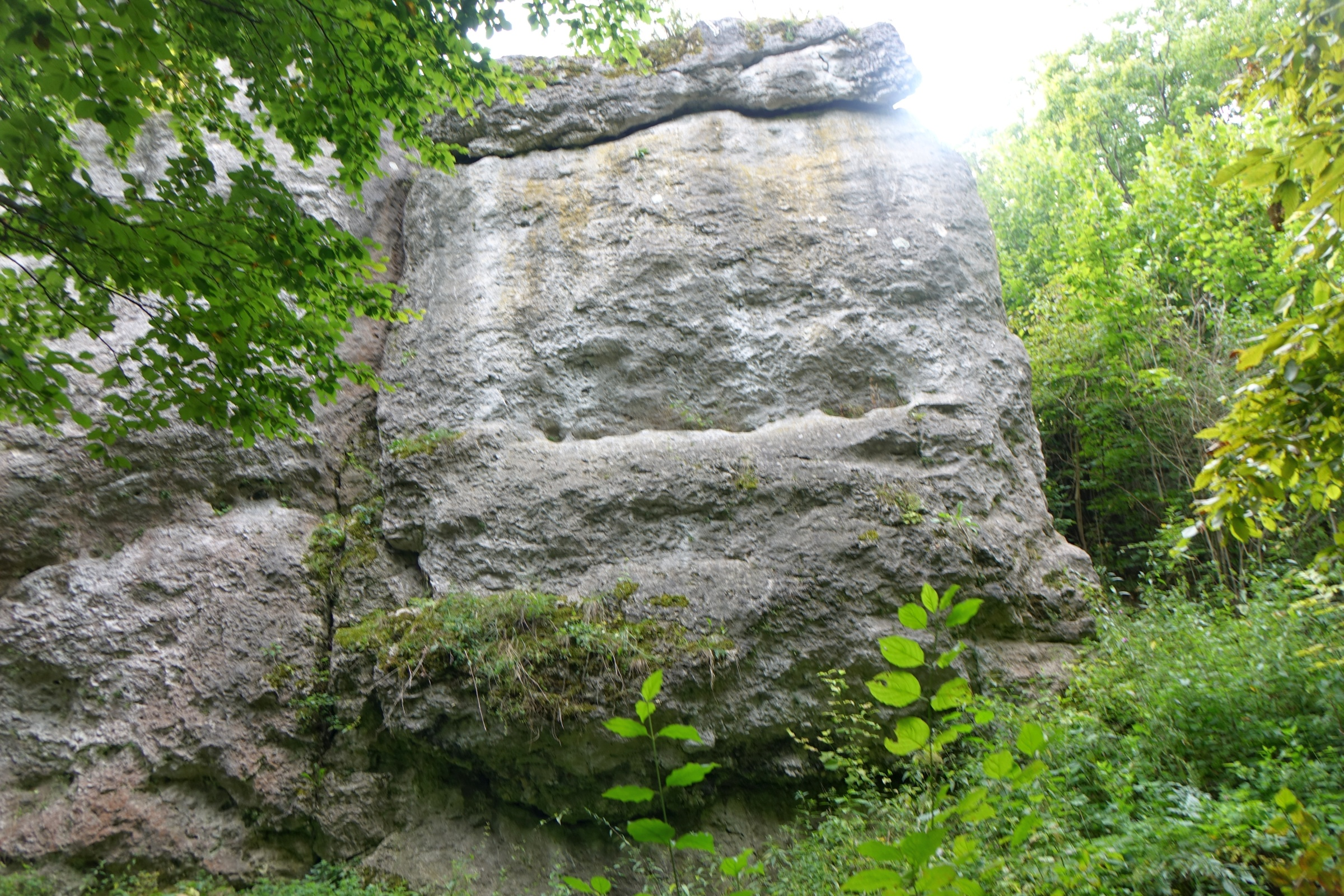

## Drogi wspinaczkowe
Pęknięta Turnia zbudowana jest z wapieni, ma wysokość 10 m, ściany połogie lub pionowe. Jest na niej 9 dróg wspinaczkowych o trudności od III do VI.3+ w skali polskiej. Niemal wszystkie mają zamontowane stałe punkty asekuracyjne w postaci ringów (r), stanowisk zjazdowych (st) lub ringu zjazdowego (rz). Wśród wspinaczy skalnych skała ma średnią popularność.

Pęknięta Turnia I
1. Salceson; 4r + st, VI, 10 m
2. Beatrycze; 3r + st, VI.2+, 10 m
3. Z podniesionym czołem; 3r + st, VI.3, 10 m
4. Kominek Pękniętej; IV, 9 m

Pęknięta Turnia II
1. Koniec cywilizacji; 3r + st, VI.1+, 10 m
2. Fandango; 2r + st, VI.2+/3, 9 m
3. Belfast; 2r + st, VI.3+, 9 m
4. Zryw do tańca; 2r + rz, VI.1, 9 m
5. Drugi kominek; III, 8 m[2].

## Szlak turystyczny
odcinek: Rzędkowice – Skały Rzędkowickie – Góra Zborów.